# Kozue Chiba
Kozue Chiba (japanisch 千葉 コズエ Chiba Kozue; geboren am 22. Dezember in der Präfektur Saitama, nördlich von Tokio) ist eine japanische Mangaka. Ihr Debüt Nude no jikan erschien 2004 im Sho-Comi. Ihre Werke erscheinen seit Oktober 2011 beim Verlag Tokyopop auf Deutsch. Ihre Geschichten sind dem Genre Shōjo zuzuordnen. Für ihren Stil sind schlanke Figuren mit großen Augen, lange Hälse und schlacksige Körper typisch.

## Werke (Auswahl)
- Amai * Suppai * Horonigai (あまい＊すっぱい＊ほろにがい, 2007, 1 Band)
- Geheimnisvolle Liebe (7限目はヒミツ, 7 Genme wa Himitsu, 2007, 1 Band, 2013 bei Tokyopop)
- Nachts auf dem Schulhof (夜の学校へおいでよ!, Yoru no Gakkō e Oide yo!, 2007, 1 Band, 2012 bei Tokyopop)
- 24 Colors – Hatsukoi no Palette (2008, 1 Band, 2018 bei Tokyopop)
- Dich zu lieben – einfach magisch! (君と恋におちる魔法で, Kimi to Koi ni Ochiru Mahō de, 2008, 1 Band, 2012 bei Tokyopop)
- Gyutto Shite Chū (ぎゅっとしてチュウ, 2008, 1 Band)
- Ich wünschte, ich könnte fliegen … (ひとりぼっちはさみしくて, Hitoribotchi wa Samishikute, 2009, 3 Bände, 2011 bei Tokyopop)
- Liebesbrief mit Links (左手のラブレター, Hidarite no Love Letter, 2009, 1 Band, 2012 bei Tokyopop)
- Blau – Wie Himmel, Meer und Liebe (ブル-, Blue, 2010–2011, 8 Bände, ab 2012 bei Tokyopop)
- Kreidetage (くれよん・でいず~大キライなアイツ, Crayon Days – Daikirai na Aitsu, 2012–2013, 4 Bände, 2013 bei Tokyopop)
- Verlangen nach Liebe (恋と欲望のススメ, Koi to Yokubo no Susume, 2013, 1 Band, 2014 bei Tokyopop)
- Liebe, Küsse, Körper (恋とか、キスとか、カラダとか, Koi toka, Kiss toka, Karada toka., 2015–2017, 4 Bände, 2015 bei Tokyopop)
- Hausarrest ab 19:00! (今日から門限7:00です, Kyō Kara Mongen 7:00 Desu, 2016, 2 Bände, 2017 bei Tokyopop)
- 1/3 - Auf einem Nenner (さんぶんのいち, 1/3 San-bun no Ichi, 2017–2020, 8 Bände, 2018 bei Tokyopop)
- Daifuku-chan to Ōji-sama (大福ちゃんと王子さま, seit 2021, 6 Bände)